# Eslovaquia en los Juegos Paralímpicos de Londres 2012
Eslovaquia estuvo representada en los Juegos Paralímpicos de Londres 2012 por un total de 33 deportistas, 25 hombres y ocho mujeres.

## Medallistas
El equipo paralímpico eslovaco obtuvo las siguientes medallas:
| Nombre                                        | Deporte          | Evento                                     |
| --------------------------------------------- | ---------------- | ------------------------------------------ |
| Oro                                           |                  |                                            |
| Ján Riapoš                                    | Tenis de mesa    | Individual 2 masculino                     |
| Martin Ludrovský Rastislav Revúcky Ján Riapoš | Tenis de mesa    | Equipo 1-2 masculino                       |
| Plata                                         |                  |                                            |
| Richard Csejtey                               | Tenis de mesa    | Individual 8 masculino                     |
| Bronce                                        |                  |                                            |
| Vladislav Janovjak                            | Ciclismo en ruta | Ruta B masculino                           |
| Alena Kánová                                  | Tenis de mesa    | Individual 3 femenino                      |
| Veronika Vadovičová                           | Tiro             | Rifle en tres posiciones 50 m SH1 femenino |